# Staatsstreich im Irak 1958

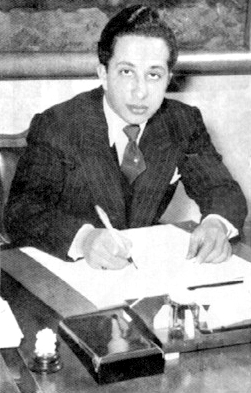
König Faisal II.

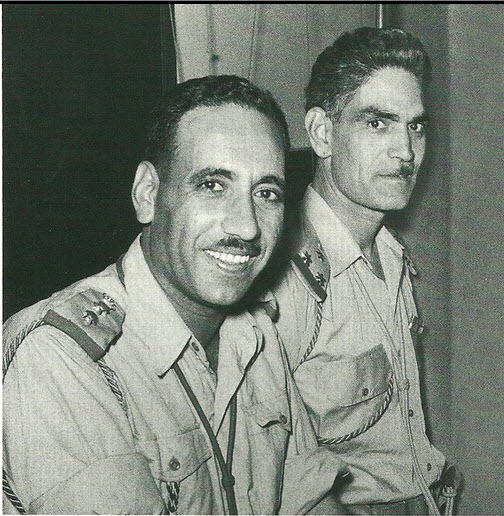
Abd as-Salam Arif (links) mit Abd al-Karim Qasim (rechts)

Am 14. Juli 1958 kam es im Haschemitischen Königreich Irak zu einem Staatsstreich. In dessen Verlauf stürzten nationalistische Offiziere der irakischen Streitkräfte die probritische Monarchie. In Folge des Staatsstreichs wurden König Faisal II., der Kronprinz Abd ul-Ilah und der Premierminister Nuri as-Said von den Putschisten ermordet. Führende Köpfe des Staatsstreichs waren Offiziere um Abd al-Karim Qasim und Abd as-Salam Arif, wobei Qasim seinen Stellvertreter Arif schon im Folgejahr absetzte. Der Machtwechsel führte zur Errichtung der Republik Irak, Qasim wurde Premierminister. Der so durchgeführte Umsturz galt in der irakischen Geschichtsschreibung als Revolution („Julirevolution“), der 14. Juli war bis 2003 im Irak ein nationaler Feiertag.
Die neugegründete Republik beendete mit der Mitgliedschaft in der Arabischen Föderation und der CENTO die pro-westliche Außenpolitik aus der Zeit der Monarchie.

## Hintergrund
Die von Großbritannien gestützte haschimitische Monarchie hatte im Irak seit ihrer Existenz ein Legitimitätsproblem. Die Führung der Monarchie um die Herrscherfamilie und den Premierminister in Dauerbesetzung Nuri As-Said erhob den Anspruch, eine liberale Demokratie errichten zu wollen, griff jedoch selbst immer wieder auf autoritäre Herrschaftsmethoden zurück. Während des Zweiten Weltkriegs konnte die Monarchie nur durch den Einsatz alliierter Truppen gegen einen pro-deutschen Militärputsch erhalten werden. In den Fünfzigerjahren erodierte der Rückhalt der Monarchie weiter. Ihre Unterstützer beschränkten sich fast ausschließlich auf die vom Herrscherhaus privilegierten Führungsschichten sunnitischer Stammesverbände. In der Masse der Bevölkerung wie auch den Eliten in Bürokratie und Militär und der städtischen Mittelschicht stieß die haschemitische Herrschaft ab den 1950er Jahren auf mehrheitliche Ablehnung. Das Vorbild des Nasserismus in Ägypten befeuerte im Irak und insbesondere im Offizierskorps den Wunsch nach einem gewaltsamen Machtwechsel.

## Verlauf
Am 14. Juli 1958 besetzten Militäreinheiten mit Panzern in den frühen Morgenstunden die Hauptstadt Bagdad. Die Streitkräfte der Putschisten bestanden aus zwei Brigaden. Die Putschisten hatten den Marschbefehl der Regierung nach Jordanien, um die dortige haschemitische Dynastie zu unterstützen, genutzt und die Einheiten nach Bagdad umgeleitet. Der Putsch war innerhalb des Militärs zwei Jahre lang geplant worden. Sie trafen auf keinen nennenswerten organisierten Widerstand. In den Tagen des Umsturzes kam es zu Massendemonstrationen der Bevölkerung, welche den Putsch begrüßte. Die verstümmelten Leichen prominenter Führungsfiguren der Monarchie wie Nuri-as-Said und Abd-ul-Ilah wurden vom Mob öffentlich in Bagdad zur Schau gestellt.

## Folgen
Arif und Qasim hatten den sie unterstützenden Offizieren ein sozialistisches politisches System in Aussicht gestellt, in welchem die Zentralgewalt von einem von Militärs besetzten Revolutionären Kommandorat ausgehen werde. Nach der Machtübernahme versäumten Arif und Qasim es jedoch, die Macht an Institutionen abzugeben, stattdessen stützten sie sich auf persönliche Verbindungen. Das formale Zentrum der Macht lag bei einem dreiköpfigen Souveränitätsrat, in den die Generäle Muhammad Mahdi Kubba, den vormaligen schiitischen Chef der Unabhängigkeitspartei, Khalid an-Naqschbandi, einen kurdischen Ex-Offizier, und mit Muhammad Nadschib ar-Rubai'i einen sunnitischen Offizier beriefen. In Wahrheit lag die Macht jedoch weiterhin bei Arif und Qasim, welche die Sicherheitskräfte und Geheimdienste des Landes kontrollierten und die politische Szene aus dem Hintergrund beherrschten. Arif selbst wurde Innenminister. Qasim fungierte als Verteidigungsminister und Oberbefehlshaber der Streitkräfte.
In ihrem Kabinett versuchten sie, Minister aller politischen Richtungen und Volksgruppen zu beteiligen. Arif und Qasim selbst gerieten bald in öffentliche Gegensätze, ob und wie schnell ein Beitritt zur Vereinigten Arabischen Republik unter Führung von Gamal Abdel Nasser erfolgen solle. Arif stellte dabei viel weitreichendere nasseristische Forderungen als Qasim und geriet mit diesem zunehmend in Konflikt. In nationalistischen Kreisen wurden die beiden Generäle rasch als Usurpatoren angesehen. Im Februar 1959 traten große Teile des Kabinetts mit dem Vorwurf zurück, die Regierung verfolge den Nasserismus nur als Vorwand für die eigene Herrschaft. Im März 1959 kam es in Mossul zu einem Aufstand von Offizieren gegen die Regierung, zum ersten Jahrestag der Revolution massakrierten regierungsnahe Kurden im Juli 1959 in Kirkuk regierungstreue Turkmenen und nationalistische Araber. Im Oktober desselben Jahres erfolgte der erste Attentatsversuch auf Qasim durch Mitglieder der im Untergrund agierenden Baath-Partei. Qasim führte die Republik mehr und mehr als eine auf seine Person zugeschnittene Diktatur und verlor allmählich die Unterstützung des Offizierskorps. Dieses unterstützte 1963 die Machtübernahme der Baath-Partei, die das Regime Qasims beendete.